# UFC on ESPN: Poirier vs. Hooker
UFC on ESPN: Poirier vs. Hooker (conosciuto anche come UFC on ESPN 12 o UFC Vegas 4) è stato un evento di arti marziali miste tenuto dalla Ultimate Fighting Championship il 27 giugno 2020 all'UFC APEX di Las Vegas negli Stati Uniti.

## Risultati
|                 | Divisione             |                 |                 |                 | Metodo                                  | Round           | Tempo           | Premio          |
| Card Principale | Card Principale       | Card Principale | Card Principale | Card Principale | Card Principale                         | Card Principale | Card Principale | Card Principale |
| --------------- | --------------------- | --------------- | --------------- | --------------- | --------------------------------------- | --------------- | --------------- | --------------- |
|                 | Pesi leggeri          | Dustin Poirier  | batte           | Dan Hooker      | Decisione unanime (48–47, 48–47, 48–46) | 5               | 5:00            | FOTN            |
|                 | Pesi welter           | Mike Perry      | batte           | Mickey Gall     | Decisione unanime (29–28, 29–28, 29–28) | 3               | 5:00            |                 |
|                 | Pesi massimi          | Maurice Greene  | batte           | Gian Villante   | Sottomissione (arm-triangle choke)      | 3               | 3:34            |                 |
|                 | Pesi medi             | Brendan Allen   | batte           | Kyle Daukaus    | Decisione unanime (29–28, 29–27, 30–27) | 3               | 5:00            |                 |
|                 | Pesi welter           | Takashi Sato    | batte           | Jason Witt      | KO tecnico (pugni)                      | 1               | 0:48            |                 |
|                 | Catchweight (150 lbs) | Julian Erosa    | batte           | Sean Woodson    | Sottomissione (D'Arce choke)            | 3               | 2:44            | POTN            |
| Card Principale |                       |                 |                 |                 |                                         |                 |                 |                 |
|                 | Pesi leggeri          | Khama Worthy    | batte           | Luis Peña       | Sottomissione (guillotine choke)        | 3               | 2:53            |                 |
|                 | Pesi massimi          | Tanner Boser    | batte           | Philipe Lins    | KO (pugni)                              | 1               | 2:41            |                 |
|                 | Pesi paglia femminili | Kay Hansen      | batte           | Jinh Yu Frey    | Sottomissione (armbar)                  | 3               | 2:26            | POTN            |
|                 | Pesi piuma            | Youssef Zalal   | batte           | Jordan Griffin  | Decisione unanime (29–28, 29–28, 29–28) | 3               | 5:00            |                 |

## Premi
I lottatori premiati ricevettero un bonus di 50.000 dollari.
Legenda:
- FOTN: Fight of the Night (vengono premiati entrambi gli atleti per il miglior incontro dell'evento)
- POTN: Performance of the Night (viene premiato il vincitore per la migliore performance dell'evento)